# Station Ambergate
Ambergate is een station van National Rail in Amber Valley in Engeland. Het station is eigendom van Network Rail en wordt beheerd door East Midlands Railway. 

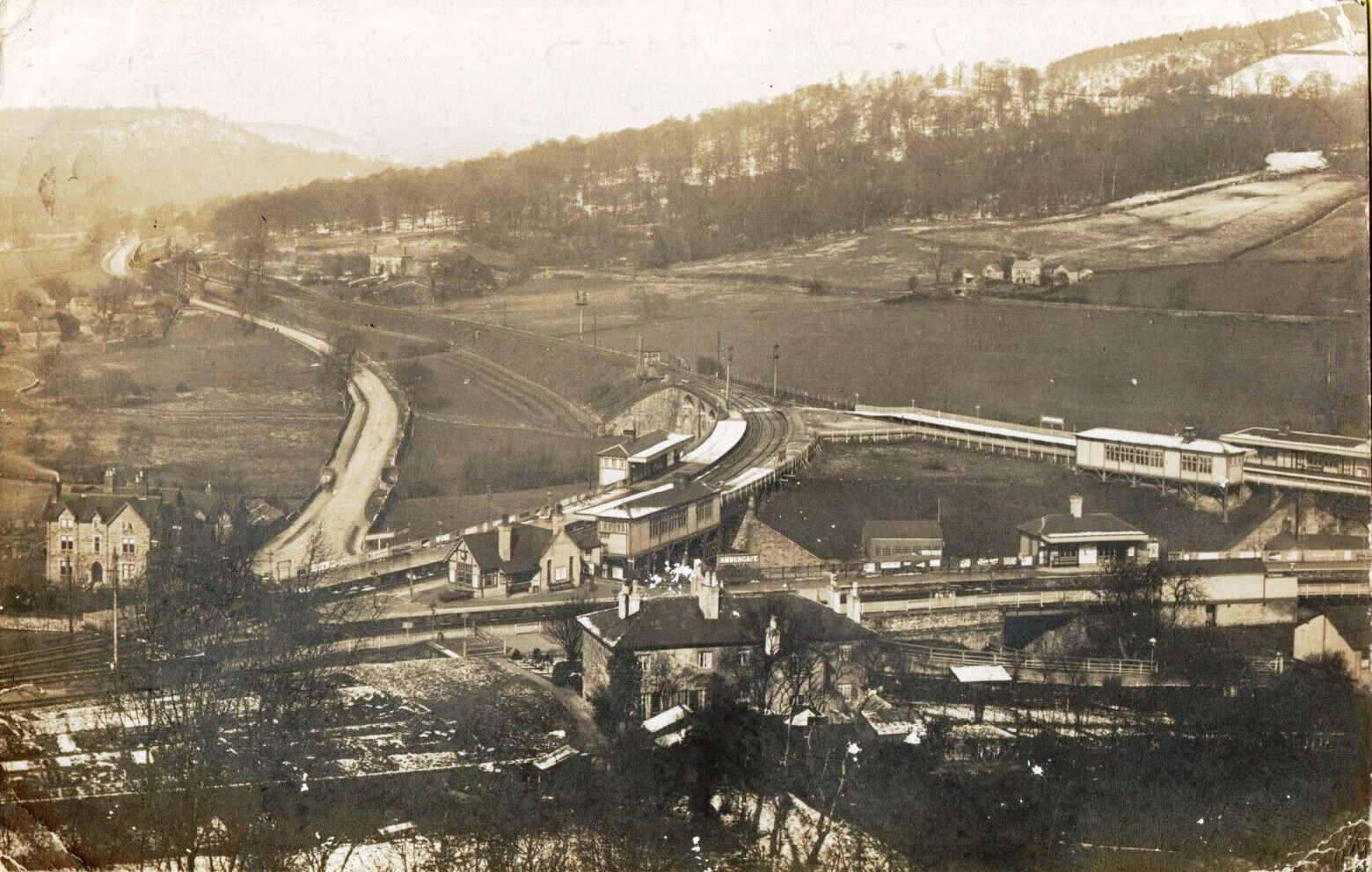
Circa 1910